# Pseudogloborotalia
Pseudogloborotalia es un género de foraminífero bentónico de la subfamilia Carpenteriinae, de la familia Victoriellidae, de la superfamilia Planorbulinoidea, del suborden Rotaliina y del orden Rotaliida. Su especie tipo es Pseudogloborotalia ranikotensis. Su rango cronoestratigráfico abarca el Paleoceno.

## Clasificación
Pseudogloborotalia incluye a las siguientes especies:
- Pseudogloborotalia daukiensis †
- Pseudogloborotalia guatemalensis †
- Pseudogloborotalia lomasha †
- Pseudogloborotalia pasionensis †
- Pseudogloborotalia ranikotensis †